# Upsalit
L'upsalit és una forma anhidra de carbonat de magnesi amb propietats lligades a l'aigua, capaç d'absorbir molt bé la humitat, que es va descobrir per primera vegada al juliol de 2013 a Uppsala, Suècia.

## Descobriment i síntesi
Els investigadors d'Uppsala, a Suècia, es van deixar una reacció en marxa durant el cap de setmana i quan van tornar, es van trobar un dels descobriments més interessants del segle xxi.
La seva síntesi s'aconsegueix a través d'òxid de magnesi (MgO) i diòxid de carboni (CO ₂ ) a tres vegades la pressió atmosfèrica normal i la dissolució en metanol, resulta en MgCO₃ (upsalit pur).

## Propietats
Amb una superfície de 800 m² per gram, és la superfície més alta mesura d'un carbonat de metall de terra alcalina que mai s'hagi creat. Absorbeix l'aigua a humitats relatives baixes millor que els millors materials disponibles anteriorment – com podien ser els minerals zeolítics higroscòpics. 
La major part de l'aigua absorbida per l'upsalit, és retinguda quan es transfereix d'un ambient humit a un ambient molt sec. La forma seca pot ser regenerada mitjançant un escalfament a 95 °C. Per contra, per fer el mateix als minerals zolítics han de ser escalfats a més de 150 °C. Aquest establiment d'assecat es deu a la gran superfície interna de l'upsalit. 
Si bé diverses formes de carbonat de magnesi tenen aigua unida a la seva superfície i són cristal·lines, l'upsalit no té aigua integrada en la seva estructura i no és cristal·lí. En canvi, és mesoporós, dotant-lo d'una superfície molt més gran de 800 metres quadrats per gram. 

## Ús i aplicacions
Els usos potencials són la reducció de la quantitat d'energia necessària per controlar la humitat ambiental en la indústria de la formulació de l'electrònica i farmàcia, així com en pistes d'hoquei i magatzems. També es pot utilitzar potencialment per a la recollida de residus tòxics, productes químics o vessament de petroli i en sistemes d'administració de fàrmacs, per al control de l'olors i el sanejament després d'un incendi.